# دهستان گلاب
دهستان گلاب نام دهستانی در بخش برزک شهرستان کاشان، در استان اصفهان ایران است. براساس سرشماری مرکز آمار ایران در سال ۱۳۸۵، جمعیت آن ۵۱۵۲ نفر (۱۵۳۳ خانوار) بوده‌است.